# Národní strana (2002)
Národní strana (NS) byla českou stranou, většinou považovanou za krajně pravicovou, hlásící se k národně-konzervativní orientaci a euroskepticismu.
Hlásila se k Národní straně vedené Palackým a Riegrem (tzv. Staročeši), ale právně nebyla její pokračovatelkou. Národní strana vydávala periodikum Národní politika a provozovala internetové stránky, v roce 2010 již byla neaktivní. Její předsedkyní byla v letech 2002–2009 Petra Edelmannová, mluvčím Národní strany, šéfredaktorem Národní politiky a organizátorem jejích akcí byl Pavel Sedláček.
Dne 17. srpna 2011 její činnost na návrh vlády pozastavil Nejvyšší správní soud a 15. května 2013 ji definitivně rozpustil.

## Historie
Národní strana se registrovala u Ministerstva vnitra ČR v roce 2002. Ministerstvo vnitra ji nejprve opakovaně odmítlo zaregistrovat, ale následně tak muselo učinit na základě rozsudku Nejvyššího soudu ČR, který judikoval, že důvody ministerstva pro odmítnutí registrace neměly žádnou oporu v zákonech.
V roce 2004 strana kandidovala do Evropského parlamentu jako Národní koalice spolu s ČSNS; získala 0,12 %. V lednu 2005 se NS spojila v tzv. Národní pětku (Národní strana, Republikáni Miroslava Sládka, Národní sjednocení, Dělnická strana a České hnutí za národní jednotu). Koalice se však rozpadla kvůli sporům s DS. (Ač je NS řazena mezi krajně pravicové strany, neonacismus odmítá.) Národní strana šla do voleb sama, podpořena Sládkovými republikány a řadou členů Českého hnutí za národní jednotu. Celkem získala 9 341 (0,17 %) hlasů.
Do parlamentních voleb roku 2006 kandidovala Národní strana ve všech 14 krajích, ale se ziskem 0,17 % hlasů se nedostala do Poslanecké sněmovny. Volebním lídrem v kraji Vysočina byl tehdy Ladislav Bátora, pozdější poradce a personální ředitel na MŠMT.
V komunálních volbách v roce 2006 Národní strana obsadila sedm zastupitelských křesel, z čehož dvě ve Frýdlantu a pět v Třemešné na Osoblažsku, kde se stal člen Národní strany Jindřich Galda starostou. Jindřich Galda byl starostou Třemešné již minulé období, avšak coby člen ČSNS. Krátce před komunálními volbami přešel do Národní strany.
V krajských volbách v roce 2008 postavila NS své kandidátky pouze ve dvou krajích, v Moravskoslezském a Středočeském, a získala dohromady 2711 hlasů.

## Volební výsledky

### Volby do Poslanecké sněmovny
| Volby | Počet hlasů | %    | Počet mandátů |
| ----- | ----------- | ---- | ------------- |
| 2006  | 9 341       | 0,17 | 0             |

### Volby do Evropského parlamentu
| Volby | Počet hlasů | %    | Počet mandátů | Koalice                                |
| ----- | ----------- | ---- | ------------- | -------------------------------------- |
| 2004  | 2 944       | 0,12 | 0             | Ve spojení s ČSNS jako Národní koalice |
| 2009  | 6 263       | 0,26 | 0             |                                        |

## Politický program
Národní strana striktně odmítala členství v Evropské unii, kterou považovala za největší nebezpečí pro občanské svobody od dob zániku Sovětského svazu, a požadovala okamžité vystoupení České republiky z této instituce. Národní strana usilovala o obnovení plné státní suverenity - národní stát a minimalizaci vlivu zahraničních politicko-ekonomických subjektů na chod českého státu. Národní strana vystupovala proti přistěhovalecké politice České republiky. Odmítavý postoj zaujímala rovněž k NATO (např. k plánované výstavbě pozemního radaru v oblasti Brd) a požadovala neutralitu země. Distancovala se od nacismu, komunismu, byla nepřátelská vůči sudetským Němcům a islamismu.

## Kritika Národní strany
Měsíčník Národní politika a články na internetových stránkách strany hodnotil Český helsinský výbor tak, že v nich „dochází k hanobení etnické skupiny a kultury některých našich spoluobčanů (příslušníků romského etnika) a rasy (osob černé barvy pleti), přičemž z projevu výše uvedených článků lze současně usuzovat i na podněcování k nenávisti vůči těmto skupinám osob“. I podle novinářů České televize další „mediální teoretici a experti upozorňují na to, že měsíčník Národní strany, Národní politika, obsahuje z velké části rasistické texty“, které se pohybují na hraně zákona. BIS sledovala Národní stranu jakožto extremistickou ultranacionalistickou stranu.
Před volbami do Evropského parlamentu v roce 2009 byl z vysílání České televize stažen předvolební spot NS s odůvodněním: „Česká televize se nemůže jakýmkoliv způsobem podílet na rasismu a xenofobii.“ Česká televize rovněž podala na Národní stranu trestní oznámení pro propagaci nesnášenlivosti. Podobným způsoben na volební spoty Dělnické a Národní strany reagoval i Český rozhlas.
Předvolebním klipem Národní stany se cítila poškozena také finská metalová skupina Apocalyptica, jejíž skladbu Path Národní strana ve spotu použila bez předchozího souhlasu skupiny, respektive hudebního vydavatelství Universal Music, Národní strana však svalovala veškerou odpovědnost na tvůrce klipu.

## Akce národní strany
Pozornost médií vyvolalo umístění kamene, který je podle Národní strany „Památníkem obětí druhé světové války“, na místo bývalého koncentračního tábora v Letech u Písku. Tento čin vyvolal vlnu odporu ze strany romských organizací a obránců lidských práv. Kámen nakonec vlastním nákladem odstranila obec Lety.
V roce 2006 Národní strana umístila na svůj web tzv. populační kalkulačku. Zde je možné si u některých států vybrat majoritní skupinu obyvatel a na daném území žijící menšinu a kalkulačka mechanickým dosazením současných údajů ukáže počet obyvatel obou skupin například za sto let. Populační kalkulačka byla zpochybněna demografkou Jitkou Rychtaříkovou jako rádoby vědecká manipulace, jelikož podle ní zcela mechanicky promítá do budoucnosti současná fakta, což je postup, kterému se demografie rozhodně vyhýbá. Pavel Čižinský, právník z Poradny pro občanská a lidská práva, pro kalkulačku použil termín demografická panika. Poskytovatel webhostingu následně Populační kalkulačku smazal a Národní strana, i nadále tvrdící, že její nástroj nemá žádné emocionální zabarvení, ji byla nucena přesunout na jiný server.